# Fator de ganho de energia de fusão

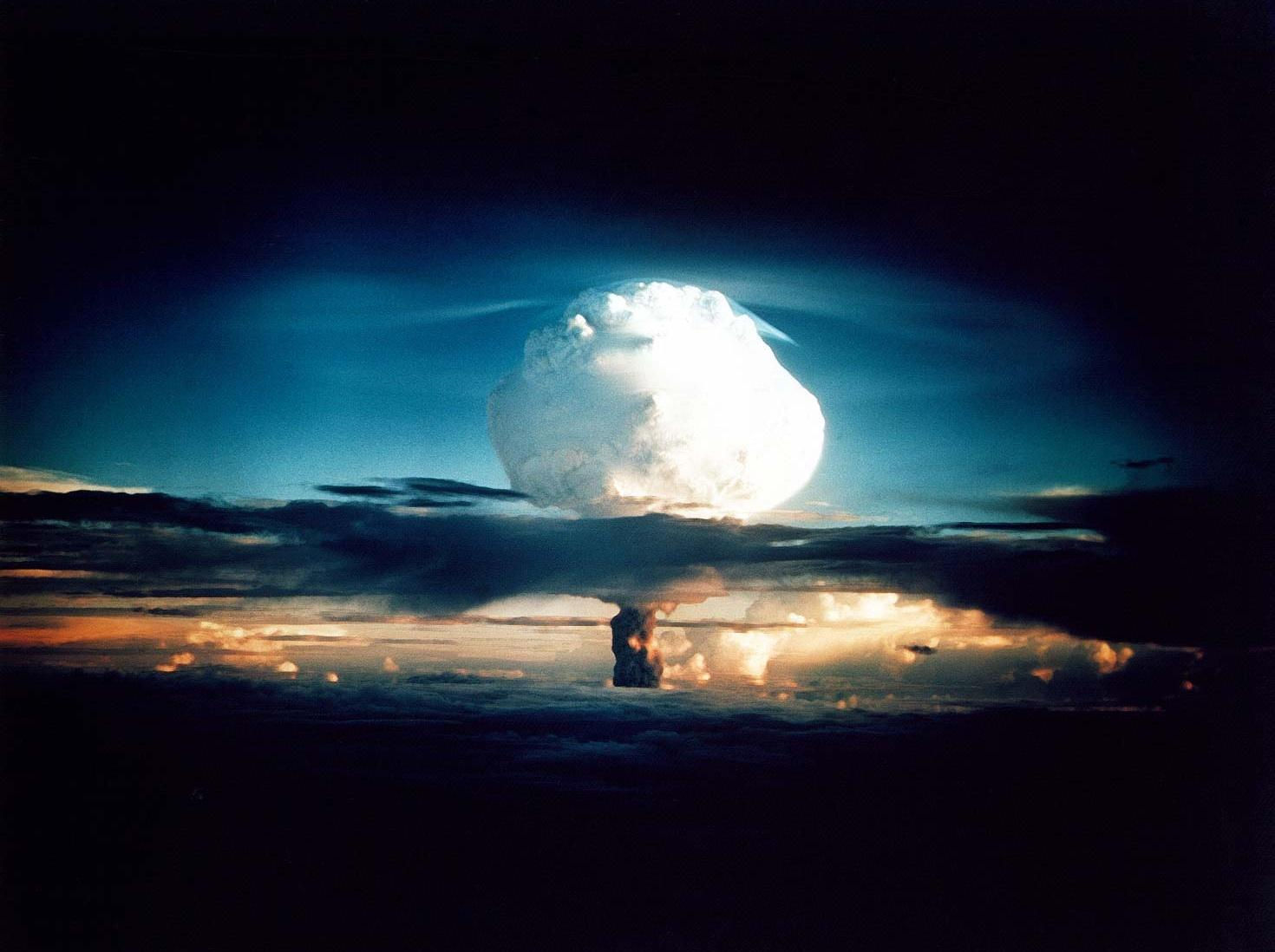
A explosão da bomba de hidrogênio Ivy Mike. A bomba de hidrogênio é o único dispositivo atualmente capaz de atingir um fator de ganho de energia de fusão significativamente maior que 1.

Um fator de ganho de energia de fusão, geralmente expresso com o símbolo Q, é a razão entre a potência de fusão produzida em um reator de fusão nuclear e a potência necessária para manter o plasma em estado estacionário. A condição de Q = 1, quando a potência liberada pelas reações de fusão é igual à potência de aquecimento necessária, é chamada de ponto de equilíbrio ou, em algumas fontes, ponto de equilíbrio científico.
A energia liberada pelas reações de fusão pode ser capturada dentro do combustível, levando ao autoaquecimento. A maioria das reações de fusão libera pelo menos parte de sua energia em uma forma que não pode ser capturada no plasma, de modo que um sistema em Q = 1 esfriará sem aquecimento externo. Com combustíveis típicos, não se espera que o autoaquecimento em reatores de fusão corresponda às fontes externas até pelo menos Q ≈ 5. Se Q aumenta além deste ponto, o aumento do autoaquecimento eventualmente elimina a necessidade de aquecimento externo. Nesse ponto, a reação se torna autossustentável, uma condição chamada ignição. A ignição corresponde a Q infinito e é geralmente considerada altamente desejável para projetos práticos de reatores.
Desde 2021, o recorde para Q é da Instalação Nacional de Ignição nos Estados Unidos, com Q = (1.35 MW)/(1.9 MW) ≈ 0.70, primeiro atingida em agosto de 2021.

## Conceito
Q é simplesmente a comparação da potência liberada pelas reações de fusão em um reator, Pfus, com a potência de aquecimento constante fornecida, Pcalor, em condições normais de operação. Para aqueles projetos que não funcionam em estado estacionário, mas são pulsados, o mesmo cálculo pode ser feito somando toda a energia de fusão produzida em Pfus e toda a energia gasta produzindo o pulso em Pcalor. No entanto, existem várias definições de ponto de equilíbrio que consideram perdas de energia adicionais.

### Ponto deequilíbrio
Em 1955, John Lawson foi o primeiro a explorar os mecanismos do equilíbrio de energia em detalhes, inicialmente em trabalhos secretos, mas publicados abertamente em um artigo de 1957, agora famoso. Neste artigo, ele considerou e refinou o trabalho de pesquisadores anteriores, notadamente Hans Thirring, Peter Thonemann e um artigo de revisão de Richard Post. Expandindo tudo isso, o artigo de Lawson fez previsões detalhadas para a quantidade de energia que seria perdida por meio de vários mecanismos e comparou isso com a energia necessária para sustentar a reação.  Este equilíbrio é hoje conhecido como critério de Lawson.
Em um projeto de reator de fusão bem-sucedido, as reações de fusão geram uma quantidade de energia designada Pfus. Alguma quantidade desta energia,  Pperda, é perdida através de uma variedade de mecanismos, principalmente convecção do combustível para as paredes da câmara do reator e várias formas de radiação que não podem ser capturadas para gerar energia. Para manter a reação em andamento, o sistema precisa fornecer aquecimento para compensar essas perdas, onde Pperda = Pcalor para manter o equilíbrio térmico. 
A definição mais básica de ponto de equilíbrio é quando Q = 1, ou seja, Pfus = Pcalor.

### Ponto de equilíbrio extrapolado
Desde a década de 1950, a maioria dos projetos de reatores de fusão comerciais foram baseados em uma mistura de deutério e trítio como combustível primário; outros combustíveis têm características atraentes, mas são muito mais difíceis de inflamar. Como o trítio é radioativo, altamente bioativo e altamente móvel, representa uma preocupação significativa de segurança e aumenta o custo de projeto e operação de tal reator. 
A fim de reduzir os custos, muitas máquinas experimentais são projetadas para funcionar apenas com combustíveis de teste de hidrogênio ou deutério, deixando de fora o trítio. Nesse caso, o termo ponto de equilíbrio extrapolado é usado para definir o desempenho esperado da máquina funcionando com combustível DT com base no desempenho quando funcionando apenas com hidrogênio ou deutério. 

### Equilíbrio de engenharia
Outro termo relacionado, equilíbrio de engenharia, considera a necessidade de extrair a energia do reator, transformá-la em energia elétrica e alimentar parte dela de volta ao sistema de aquecimento.  Este circuito fechado que envia a eletricidade da fusão de volta ao sistema de aquecimento é conhecido como recirculação. Nesse caso, a definição básica muda adicionando termos adicionais ao lado de Pfus para considerar as eficiências desses processos. 

### Ponto de equilíbrio comercial
A definição final de ponto de equilíbrio é o ponto de equilíbrio comercial, que ocorre quando o valor econômico de qualquer eletricidade líquida restante após a recirculação é suficiente para pagar o reator.  Esse valor depende tanto do custo de capital do reator quanto de quaisquer custos de financiamento relacionados a ele, seus custos operacionais, incluindo combustível e manutenção, e o preço à vista da energia elétrica.  